# 菅谷太一
菅谷 太一（すがや たいち、1976年10月17日 - ）は、日本の実業家、不動産投資家。ハウスリンクマネジメント株式会社代表取締役。事業を通して「空き家」問題に取り組み、空き家を大規模修繕し再生させ人気物件化させる新しいビジネスモデルを確立。不動産投資関連の著書がある。

## 人物
東京都八王子市出身。東京経済大学経済学部経済学科卒業卒業後、ミツウロコに入社。プロパンガスの営業、不動産リフォームに約10年間携わり、仙台、埼玉などで約500名の大家、約200社の不動産会社のサポートを行う。その後、武蔵コーポレーション株式会社に転職。約1000件の賃貸管理、4500件のリフォームの提案を行い、賃貸管理、収益不動産のノウハウを学ぶ。サラリーマン時代より不動産投資家としても活動。仙台市内での3件目までの物件は順調であったが、銀行融資で購入した東京都杉並区の中古一棟では、短期間で入居者が退去するなどしたため、日本政策金融公庫から借金をしDIYでリフォームし客付の努力を自ら行うなどした結果、入居付けに成功。こうした自身の投資経験を活かし、2014年（平成26年）、八王子市にてハウスリンクマネジメント株式会社設立。翌2015年8月には吉祥寺に移転。古い物件でもリノベーションで魅力ある物件に再生させ、不動産仲介業者への営業にも注力することで空室リスクを抑制するなどの手法により、業績を伸ばす。『不動産投資は「土地値物件」ではじめなさい』（幻冬舎）、『人口減少時代を勝ち抜く最強の賃貸経営バイブル』（幻冬舎）の著書がある。不動産投資では、購入前の周到な調査と、出口戦略（良いタイミングで売却しキャピタルゲインを得ること）が重要と説いている。

### 投資手法
菅谷は起業以来、東京都と神奈川県にエリアを絞って投資を行っている。1つは東京都の区部の、人気エリアの駅から徒歩数分の距離という好立地の物件で、こうした物件は根強い需要があるため、入居づけがしやすく、築年数が古いものでも買い手は必ず存在することから、ある程度長期間所有して売却することが多い。もう1つは、郊外の最寄り駅からの距離が遠かったり、建物に欠陥があるなどの理由から、一般的には投資対象に適さないとされる物件で、低価格で入手でき、改築など手を加えることによって高利回り物件に再生させられる。こうした物件では減価償却費を十分に引き出してから売却する。また、菅谷が「土地値物件」と呼ぶ、20年で建物の価値がなくなってしまう築25-30年の木造や軽量鉄骨の物件は住宅ローンも完済し相続問題を意識して、市場に多く出回っている点に着目。入居ニーズの多い都心から離れた20-30万人規模の人口減少が起きていない都市の物件から厳選し、入居率を上げるためにリフォームを確実に行う。そのため、周辺で賃料の値崩れが起きていても約10%近い高利回りを確保している。

### 空き家再生
2018年の日本の総住宅数は6242万戸と2013年と比べ179万戸の増加となっている。一方、空き家は846万戸と2013年との対比では26万戸（3.2%）の増加で、空き家率は13.6%と過去最高となった。空き家の内訳では「賃貸用の住宅」が431万戸（50.9％）、「売却用の住宅」が29万戸（3.5％）、「二次的住宅」が38万戸（4.5％）、「その他の住宅」が347万戸（41.1％）であった。菅谷は自身の不動産投資経験からこの「空き家」に注目し、誰も見向きもしない老朽化したマンション、アパート、ビルなどを自社で取得しリノベーションし、入居者を入れて満室にした状態で富裕層の投資家に収益不動産として販売することでビジネスと社会問題解決との融合を図り、管理方式は駅前に仲介店舗を出さないPM（プロパティマネジメント）方式で、首都圏の1都3県に限定することで新たなビジネスモデルを構築した。菅谷は、自らを「収益不動産のよろず屋的存在」と呼んでいる。
このビジネスモデルは、菅谷自身が講師となり東京経済大学の公開授業でも取り上げられた。

## 来歴
- 1976年 - 東京都八王子市に生まれる[3]。
- 1996年 - 東京都立日野台高等学校卒業[3]。
- 2000年 - 東京経済大学経済学部経済学科卒業。ミツウロコ入社[3]。
- 2006年 - 勤務先の宮城県仙台市で不動産投資を開始。2年ほどの間に中古区分を3つ購入し運営[5]。
- 2008年 - 仙台市在住のまま、東京都杉並区に中古一棟を購入。購入から4カ月間に入居者の半数が退去するとともに、予想を大幅に上回る修繕費が発生し、ローンの返済が苦しくなるなど危機に直面。日本政策金融公庫から融資を受けたり、DIYをした上で自ら客づけ営業を行ったりといった対策が功を奏し、運営は持ち直す[5]。
- 2011年 - 埼玉の収益不動産の売買・管理に特化した事業を展開する武蔵コーポレーションに転職し、収益不動産の賃貸管理に携わる[5][3]。
- 2014年 - 不動産の売買や仲介、賃貸管理などを総合的に行うハウスリンクマネジメント株式会社設立。代表取締役に就任[5][3]。
- 2016年 - 6月1日、『不動産投資は「土地値物件」ではじめなさい』（幻冬舎メディアコンサルティング）を出版[5]。
- 2018年 - 12月4日、『人口減少時代を勝ち抜く最強の賃貸経営バイブル』（幻冬舎メディアコンサルティング）を出版[10]。

## 著書
- 『不動産投資は「土地値物件」ではじめなさい』（2016年6月1日、幻冬舎） ISBN 434499339X ISBN 9784344993396
- 『人口減少時代を勝ち抜く最強の賃貸経営バイブル』（2018年12月4日、幻冬舎） ISBN 4344920481 ISBN 9784344920484
- 『あなたはなぜ年収1000万円以上なのに資産が増えないのか』（2021年5月4日、幻冬舎）ISBN 9784344932548
- 『インフレ時代を勝ち抜く 1都3県・木造・3階建て新築アパート投資入門』（2025年2月4日、幻冬舎） ISBN 9784344948648